# Trophées UNFP du football 2023
Les Trophées UNFP du football 2023 récompensent les acteurs du football professionnel français pour la saison 2022-2023.
L'ensemble des nommés pour cette 31e édition est dévoilé par l'UNFP le 16 mai 2023 en direct dans l'émission L'Équipe de Greg sur La chaîne L'Équipe.
À l'exception du prix du but de l'année, pour lequel le public choisit, les lauréats sont désignés par des personnalités du football français (joueurs, entraîneurs, présidents de club...), à la suite d'un vote.
La cérémonie présentée par Thibault Le Rol et Marina Lorenzo, se déroule le 28 mai 2023 à 21 heures 05. Elle est co-diffusée par La chaîne L'Équipe et Prime Video.

## Résultats

### Joueurs, joueuses et entraîneurs
| Catégorie                             | Catégorie                             | Nommés               | Nommés                   | Nommés            | Lauréats           |
| Catégorie                             | Catégorie                             | Personnalités        | Club                     | Poste             | Lauréats           |
| ------------------------------------- | ------------------------------------- | -------------------- | ------------------------ | ----------------- | ------------------ |
| Ligue 1                               | Meilleur joueur                       | Seko Fofana          | RC Lens                  | Milieu de terrain | Kylian Mbappé      |
| Ligue 1                               | Meilleur joueur                       | Loïs Openda          | RC Lens                  | Attaquant         | Kylian Mbappé      |
| Ligue 1                               | Meilleur joueur                       | Jonathan David       | LOSC Lille               | Attaquant         | Kylian Mbappé      |
| Ligue 1                               | Meilleur joueur                       | Kylian Mbappé        | Paris Saint-Germain      | Attaquant         | Kylian Mbappé      |
| Ligue 1                               | Meilleur joueur                       | Lionel Messi         | Paris Saint-Germain      | Attaquant         | Kylian Mbappé      |
| Ligue 1                               | Meilleur gardien                      | Lucas Chevalier      | LOSC Lille               | Gardien de but    | Brice Samba        |
| Ligue 1                               | Meilleur gardien                      | Gianluigi Donnarumma | Paris Saint-Germain      | Gardien de but    | Brice Samba        |
| Ligue 1                               | Meilleur gardien                      | Pau López            | Olympique de Marseille   | Gardien de but    | Brice Samba        |
| Ligue 1                               | Meilleur gardien                      | Anthony Lopes        | Olympique lyonnais       | Gardien de but    | Brice Samba        |
| Ligue 1                               | Meilleur gardien                      | Brice Samba          | RC Lens                  | Gardien de but    | Brice Samba        |
| Ligue 1                               | Meilleur espoir                       | Nuno Mendes          | Paris Saint-Germain      | Défenseur         | Nuno Mendes        |
| Ligue 1                               | Meilleur espoir                       | Eliesse Ben Seghir   | AS Monaco                | Milieu de terrain | Nuno Mendes        |
| Ligue 1                               | Meilleur espoir                       | Rayan Cherki         | Olympique lyonnais       | Milieu de terrain | Nuno Mendes        |
| Ligue 1                               | Meilleur espoir                       | Bradley Barcola      | Olympique lyonnais       | Attaquant         | Nuno Mendes        |
| Ligue 1                               | Meilleur espoir                       | Elye Wahi            | Montpellier HSC          | Attaquant         | Nuno Mendes        |
| Ligue 1                               | Meilleur entraîneur                   | Paulo Fonseca        | LOSC Lille               | Entraîneur        | Franck Haise       |
| Ligue 1                               | Meilleur entraîneur                   | Pascal Gastien       | Clermont Foot 63         | Entraîneur        | Franck Haise       |
| Ligue 1                               | Meilleur entraîneur                   | Franck Haise         | RC Lens                  | Entraîneur        | Franck Haise       |
| Ligue 1                               | Meilleur entraîneur                   | Philippe Montanier   | Toulouse FC              | Entraîneur        | Franck Haise       |
| Ligue 1                               | Meilleur entraîneur                   | Igor Tudor           | Olympique de Marseille   | Entraîneur        | Franck Haise       |
| Ligue 2                               | Meilleur joueur                       | Niels Nkounkou       | AS Saint-Étienne         | Défenseur         | Georges Mikautadze |
| Ligue 2                               | Meilleur joueur                       | Victor Lekhal        | Le Havre AC              | Milieu de terrain | Georges Mikautadze |
| Ligue 2                               | Meilleur joueur                       | Jean-Philippe Krasso | AS Saint-Étienne         | Attaquant         | Georges Mikautadze |
| Ligue 2                               | Meilleur joueur                       | Josh Maja            | Girondins de Bordeaux    | Attaquant         | Georges Mikautadze |
| Ligue 2                               | Meilleur joueur                       | Georges Mikautadze   | FC Metz                  | Attaquant         | Georges Mikautadze |
| Ligue 2                               | Meilleur gardien                      | Arthur Desmas        | Le Havre AC              | Gardien de but    | Arthur Desmas      |
| Ligue 2                               | Meilleur gardien                      | Gautier Larsonneur   | AS Saint-Étienne         | Gardien de but    | Arthur Desmas      |
| Ligue 2                               | Meilleur gardien                      | Brice Maubleu        | Grenoble Foot 38         | Gardien de but    | Arthur Desmas      |
| Ligue 2                               | Meilleur gardien                      | Alexandre Oukidja    | FC Metz                  | Gardien de but    | Arthur Desmas      |
| Ligue 2                               | Meilleur gardien                      | Gaëtan Poussin       | Girondins de Bordeaux    | Gardien de but    | Arthur Desmas      |
| Ligue 2                               | Meilleur entraîneur                   | Régis Brouard        | SC Bastia                | Entraîneur        | Luka Elsner        |
| Ligue 2                               | Meilleur entraîneur                   | Olivier Echouafni    | Quevilly Rouen Métropole | Entraîneur        | Luka Elsner        |
| Ligue 2                               | Meilleur entraîneur                   | Luka Elsner          | Le Havre AC              | Entraîneur        | Luka Elsner        |
| Ligue 2                               | Meilleur entraîneur                   | David Guion          | Girondins de Bordeaux    | Entraîneur        | Luka Elsner        |
| Ligue 2                               | Meilleur entraîneur                   | Laurent Guyot        | FC Annecy                | Entraîneur        | Luka Elsner        |
| Division 1 féminine                   | Meilleure joueuse                     | Melchie Dumornay     | Stade de Reims           | Milieu de terrain | Delphine Cascarino |
| Division 1 féminine                   | Meilleure joueuse                     | Delphine Cascarino   | Olympique lyonnais       | Attaquante        | Delphine Cascarino |
| Division 1 féminine                   | Meilleure joueuse                     | Kadidiatou Diani     | Paris Saint-Germain      | Attaquante        | Delphine Cascarino |
| Division 1 féminine                   | Meilleure joueuse                     | Grace Geyoro         | Paris Saint-Germain      | Attaquante        | Delphine Cascarino |
| Division 1 féminine                   | Meilleure joueuse                     | Rosemonde Kouassi    | FC Fleury 91             | Attaquante        | Delphine Cascarino |
| Division 1 féminine                   | Meilleure gardienne                   | Christiane Endler    | Olympique lyonnais       | Gardienne de but  | Christiane Endler  |
| Division 1 féminine                   | Meilleure gardienne                   | Manon Heil           | FC Fleury 91             | Gardienne de but  | Christiane Endler  |
| Division 1 féminine                   | Meilleure gardienne                   | Chiamaka Nnadozie    | Paris FC                 | Gardienne de but  | Christiane Endler  |
| Division 1 féminine                   | Meilleure gardienne                   | Laëtitia Philippe    | Le Havre AC              | Gardienne de but  | Christiane Endler  |
| Division 1 féminine                   | Meilleure gardienne                   | Constance Picaud     | Paris Saint-Germain      | Gardienne de but  | Christiane Endler  |
| Division 1 féminine                   | Meilleure espoir                      | Alice Sombath        | Olympique lyonnais       | Défenseure        | Laurina Fazer      |
| Division 1 féminine                   | Meilleure espoir                      | Melchie Dumornay     | Stade de Reims           | Milieu de terrain | Laurina Fazer      |
| Division 1 féminine                   | Meilleure espoir                      | Laurina Fazer        | Paris Saint-Germain      | Milieu de terrain | Laurina Fazer      |
| Division 1 féminine                   | Meilleure espoir                      | Aïrine Fontaine      | FC Fleury 91             | Milieu de terrain | Laurina Fazer      |
| Division 1 féminine                   | Meilleure espoir                      | Vicki Becho          | Olympique lyonnais       | Attaquante        | Laurina Fazer      |
| Meilleur joueur français à l'étranger | Meilleur joueur français à l'étranger | Mike Maignan         | AC Milan                 | Gardien de but    | Karim Benzema      |
| Meilleur joueur français à l'étranger | Meilleur joueur français à l'étranger | Théo Hernandez       | AC Milan                 | Défenseur         | Karim Benzema      |
| Meilleur joueur français à l'étranger | Meilleur joueur français à l'étranger | Eduardo Camavinga    | Real Madrid              | Milieu de terrain | Karim Benzema      |
| Meilleur joueur français à l'étranger | Meilleur joueur français à l'étranger | Karim Benzema        | Real Madrid              | Attaquant         | Karim Benzema      |
| Meilleur joueur français à l'étranger | Meilleur joueur français à l'étranger | Randal Kolo Muani    | Eintracht Francfort      | Attaquant         | Karim Benzema      |

### Buts de l'année
| Championnat | Nommés            | Match               | Match | Match                  | Match | Match                   | Match       | Lauréat        |
| Championnat | Nommés            | Club                | Score | Adversaire             | Lieu  | Lieu                    | Journée     | Lauréat        |
| ----------- | ----------------- | ------------------- | ----- | ---------------------- | ----- | ----------------------- | ----------- | -------------- |
| Ligue 1,    | Lionel Messi      | Paris Saint-Germain | 5 - 0 | Clermont Foot 63       | Ext.  | Stade Gabriel-Montpied  | 1re journée | Elye Wahi      |
| Ligue 1,    | Elye Wahi         | Montpellier HSC     | 1 - 2 | Olympique lyonnais     | Dom.  | Stade de la Mosson      | 12e journée | Elye Wahi      |
| Ligue 1,    | Ismaël Doukouré   | RC Strasbourg       | 2 - 3 | ESTAC Troyes           | Dom.  | Stade de la Meinau      | 17e journée | Elye Wahi      |
| Ligue 1,    | Kylian Mbappé     | Paris Saint-Germain | 4 - 3 | LOSC Lille             | Dom.  | Parc des Princes        | 24e journée | Elye Wahi      |
| Ligue 1,    | Jean-Eudes Aholou | RC Strasbourg       | 2 - 2 | Olympique de Marseille | Ext.  | Stade Vélodrome         | 27e journée | Elye Wahi      |
| Ligue 2,    | Jérémy Livolant   | EA Guingamp         | 2 - 1 | Stade lavallois        | Ext.  | Stade Francis-Le-Basser | 2e journée  | Mathieu Cafaro |
| Ligue 2,    | Moussa Koné       | Nîmes Olympique     | 1 - 2 | Dijon FCO              | Ext.  | Stade Gaston-Gérard     | 4e journée  | Mathieu Cafaro |
| Ligue 2,    | Tom Ducrocq       | SC Bastia           | 2 - 0 | AS Saint-Étienne       | Dom.  | Stade Armand-Cesari     | 21e journée | Mathieu Cafaro |
| Ligue 2,    | Mathieu Cafaro    | AS Saint-Étienne    | 3 - 2 | FC Annecy              | Dom.  | Stade Geoffroy-Guichard | 22e journée | Mathieu Cafaro |
| Ligue 2,    | Junior Olaitan    | Chamois niortais    | 1 - 0 | Dijon FCO              | Ext.  | Stade Gaston-Gérard     | 22e journée | Mathieu Cafaro |

### Équipes type

#### Ligue 1
| Poste      | Joueurs          | Club                   |
| ---------- | ---------------- | ---------------------- |
| Gardien    | Brice Samba      | RC Lens                |
| Défenseurs | Nuno Mendes      | Paris Saint-Germain    |
| Défenseurs | Kevin Danso      | RC Lens                |
| Défenseurs | Chancel Mbemba   | Olympique de Marseille |
| Défenseurs | Achraf Hakimi    | Paris Saint-Germain    |
| Milieux    | Seko Fofana      | RC Lens                |
| Milieux    | Valentin Rongier | Olympique de Marseille |
| Milieux    | Khéphren Thuram  | OGC Nice               |
| Attaquant  | Kylian Mbappé    | Paris Saint-Germain    |
| Attaquant  | Loïs Openda      | RC Lens                |
| Attaquant  | Lionel Messi     | Paris Saint-Germain    |

| Club                   | Nombre de joueurs |
| ---------------------- | ----------------- |
| Paris Saint-Germain    | 4                 |
| RC Lens                | 4                 |
| Olympique de Marseille | 2                 |
| OGC Nice               | 1                 |

#### Ligue 2
| Poste      | Joueurs                       | Club                  |
| ---------- | ----------------------------- | --------------------- |
| Gardien    | Arthur Desmas                 | Le Havre AC           |
| Défenseurs | Niels Nkounkou                | AS Saint-Étienne      |
| Défenseurs | Arouna Sangante               | Le Havre AC           |
| Défenseurs | Yoann Barbet                  | Girondins de Bordeaux |
| Défenseurs | Kévin Guitoun Van Den Kerkhof | SC Bastia             |
| Milieux    | Victor Lekhal                 | Le Havre AC           |
| Milieux    | Amir Richardson               | Le Havre AC           |
| Milieux    | Benjamin Bouchouari           | AS Saint-Étienne      |
| Attaquant  | Jean-Philippe Krasso          | AS Saint-Étienne      |
| Attaquant  | Georges Mikautadze            | FC Metz               |
| Attaquant  | Josh Maja                     | Girondins de Bordeaux |

| Club                  | Nombre de joueurs |
| --------------------- | ----------------- |
| Le Havre AC           | 4                 |
| AS Saint-Étienne      | 3                 |
| Girondins de Bordeaux | 2                 |
| SC Bastia             | 1                 |
| FC Metz               | 1                 |

#### Division 1 féminine
| Poste      | Joueurs            | Club                |
| ---------- | ------------------ | ------------------- |
| Gardien    | Christiane Endler  | Olympique lyonnais  |
| Défenseurs | Sakina Karchaoui   | Paris Saint-Germain |
| Défenseurs | Elisa De Almeida   | Paris Saint-Germain |
| Défenseurs | Wendie Renard      | Olympique lyonnais  |
| Défenseurs | Ellie Carpenter    | Olympique lyonnais  |
| Milieux    | Grace Geyoro       | Paris Saint-Germain |
| Milieux    | Lindsey Horan      | Olympique lyonnais  |
| Milieux    | Léa Le Garrec      | FC Fleury 91        |
| Attaquant  | Delphine Cascarino | Olympique lyonnais  |
| Attaquant  | Kadidiatou Diani   | Paris Saint-Germain |
| Attaquant  | Rosemonde Kouassi  | FC Fleury 91        |

| Club                | Nombre de joueurs |
| ------------------- | ----------------- |
| Olympique lyonnais  | 5                 |
| Paris Saint-Germain | 4                 |
| FC Fleury 91        | 2                 |

### Autres prix
| Prix              | Lauréats |
| ----------------- | --- |
| Trophées arbitres | François Letexier (Ligue 1) Hicham Zakrani (assistant Ligue 1) Pierre Legat (Ligue 2) Julien Pacelli (assistant Ligue 2) |
| Trophée citoyen   | Marshall Munetsi |